# Illa de Bathurst (Austràlia)
L'illa de Bathurst és una de les illes Tiwi al nord d'Austràlia.

## Dades geogràfiques
L'arxipèlag de les Tiwi és compost, sobretot, per l'illa de Bathurst i l'illa de Melville situades a l'oest i l'est respectivament i separades només per un canal de mar l'amplada del qual va dels 5 km als 500 m.
L'illa de Bathurst té uns 2.600 km2 de superfície, es localitza a la mar de Timor i forma part administrativament del Territori del Nord australià. Té uns 1.600 habitants, pràcticament tots d'ètnia tiwi. Uns 1.400 es concentren a la comunitat de Wurrumiyanga, que és al sud-est de l'illa, al punt més proper a l'illa de Melville, i on hi ha un petit aeroport.

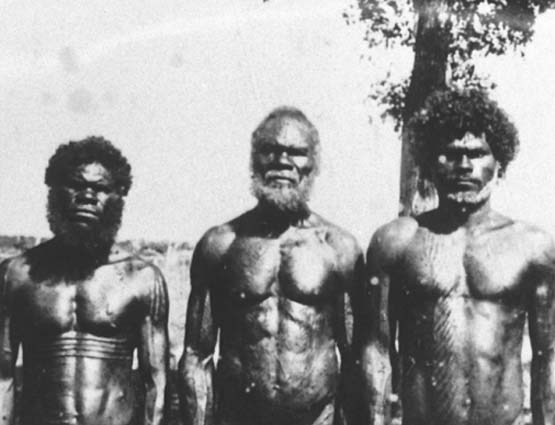
Aborígens tiwi de l'illa, a l'any 1939.

## Història
Habitada des de fa uns 7.000 anys pels aborígens del poble tiwi, fou descoberta per als europeus el segle xvii. Al segle xix els anglesos van batejar l'illa, així com d'altres territoris, en honor del ministre de torn, Comte Bathurst.